# Alimentation de type occidental
Pour des raisons techniques, il est temporairement impossible d'afficher le graphique qui aurait dû être présenté ici.

Évolution de la consommation de viande en France de 1803 à 2013,.
L'alimentation de type occidental est une alimentation qui se distingue de celle prévalente durant la majorité des deux millions d'années d'évolution humaine par des sources de protéines principalement animales, une consommation plus faible de glucides mais dont la moitié est constituée de sucres, un triplement de la consommation de lipides - principalement d'origine animale -, une consommation de fibres de trois à cinq fois plus faible et provenant en majorité de fruits et légumes plutôt que d'aliments de base riches en amidon et enfin une consommation de sel de dix à quinze fois plus élevée. L'alimentation de type occidental a été introduite en partie par la révolution néolithique 10 000 ans avant notre ère, et surtout par la révolution industrielle au début du XIXe siècle,,.

## Évolution de l'alimentation
La révolution néolithique a introduit les aliments de base de l'alimentation occidentale, parmi lesquels les viandes d'animaux domestiqués (plus grasses), le sucre, l'alcool, le sel, les céréales et les produits laitiers,. L'alimentation occidentale moderne a vu le jour après la révolution industrielle, qui a introduit de nouvelles méthodes de transformation des aliments ajoutant les céréales raffinées (farine blanche, riz blanc), les sucres raffinés et les huiles végétales raffinées à l'alimentation occidentale et augmentant les taux d'acides gras saturés et d’oméga-6 de la viande.

## Effets sur la santé
Une dysbiose intestinale peut résulter de l'exposition à des facteurs environnementaux tout au long de la vie, notamment l'alimentation, ainsi que le stress social. Selon les macronutriments prédominants dans notre alimentation, différentes espèces de micro-organismes seront stimulées dans le microbiote intestinal. En ce sens, l'alimentation occidentale, riche en lipides et en glucides simples avec un faible taux de fibres, se traduit par une moindre diversité du microbiote intestinal. De plus, Sonnenburg et al. ont montré chez des souris humanisées que la perte de diversité dans la composition du microbiote à la suite de l'alimentation de type occidental était amplifiée sur plusieurs générations successives . Ce passage à une composition de microbiote « malsain » induit par cette alimentation influence le fonctionnement cérébral et induit des comportements alimentaires de type addictif. Des études menées à la fois sur des modèles humains et animaux confirment que la consommation d'aliments très appétissants et d'aliments ultra-transformés typiques de l'alimentation occidentale est étroitement liée au développement de ces habitudes inadaptées.